# Нагуєвичі
Нагує́вичі (з 1951 по 2009 рік — село Івана Франка) — село Дрогобицького району Львівської області. Знаходиться за 10 км від Дрогобича. Межує з селами Медвежа, Підмонастирок, Унятичі, Уріж, Ясениця-Сільна. Тут народився і провів дитинство Іван Франко. У Нагуєвичах він часто бував, коли навчався у Дрогобичі та Львові, сюди приїздив згодом із своєю сім'єю на відпочинок та для праці.

## Назва
Село (спочатку Сольне, потім Башево, пізніше — Нагуєвичі) веде свій початок від княжих часів. Люди тут займались рільництвом, солеварінням (звідси перша назва), а в XIX ст. і добуванням нафти. Соляні промисли зваблювали сюди людей, село стало розростатися і отримало назву Башево. Татарська навала не обминула Башево: воно було зруйноване. Згодом тут виросло нове село. Пізніше польський король дарує його пану Станіславу Нагуєвському. Існує версія, що він назвав село Нагуєвичами, аби увічнити своє ім'я. Назва «Нагойовичі» («Нагуйовичі», у польських грамотах — «Нагуйовіце») значно давніша від найперших польських поселень в регіоні, а тому вірогідніша протилежна версія — власники фільварків отримали своє прізвище від назви поселення, яким володіли.

## Історія

### Період Галицьких князівства, королівства
Нагуєвичі (історична назва «Нагойовичі») — село, відоме, принаймні, ще з часів Галицької Руси. Князь Лев Данилович своїми грамотами (XIII ст.) передав села Бабину, Потік, Страшевичі, Спас, Лаврів, Торчановичі, Лип'є, Розлуч, Гніздець, Нагуєвичі тощо самбірським єпископам Авраамові (1254 р.), Евфемієві (1291 р.), Гарийонові (1292 р.).
З 1349 р. Галицьке князівство приєднала до себе Польща. З цього моменту починається полонізація краю. Перші фільварки польські завойовники почали ставити з середини XV ст. Місцеве населення називало тих колонізаторів («дідичів») від назви села. Таким чином, думка, поширена серед місцевих мешканців, про те, що їх село називалося колись Сольне або Башево (чи Дашево), а згодом було перейменоване в Нагуєвичі від прізвища якихось братів Нагуйовських, власників фільварку, у корені хибна. 
Як стверджує Ярослав Ольховський, старший науковий працівник заповідника «Нагуєвичі», Сольне — це загальна назва місцевості, багатої на соляні джерела, у якій процвітав соляний промисел. Цим промислом займалися і в Ясениці-Сільній, і в Бориславі, були сольні жупи і в Попелях, і в Губичах. Тому назва Сольне позбавлена унікальності.
А доктор Юліян Рабій, колишній старшина Українських січових стрільців, командувач скорострільною сотнею у третьому курені УСС, досліджуючи історію Нагуєвичів, вважав ймовірним, що якась частина села називалася Дашево. 
У XIII ст. село мало свою фортецю та василіанський монастир. Польський дослідник Людвік Дзедзіцький піддавав сумніву автентичність надавчої грамоти на посідання частини села, виданої для монастиря королем Левом Даниловичем у 1244 році. В грамоті фігурує назва Башево. Цю грамоту підтвердив 1566 року король Сигізмунд II Август. Пізніше ця частина села була в посіданні Перемиської єпархії УГКЦ. Єпископ Максиміліян (Рило) видержавив її для світських людей.

### Польський період
За польських часів до поділу Речі Посполитої село було королівщиною підбузької «країни» Самбірської економії. 1580 року король Стефан Баторій заборонив своїм наказом самбірському старості Станіславові Гербурту перешкоджати збирати податі Вікторові Ковальському, державцю солтиства в Нагуєвичах. 1656 року король Ян II Казимир затвердив посідами солтиства в Нагуєвичах Станіслава та Александру Дрогоцьких.
Згідно із записами 1686 року в селі була солеварня (жупа). Технологія добування солі була проста. Соляну ропу витягали відрами з неглибоких шахт при допомозі керату (приводу), що його тягнули коні, й розливали по великих жбанах (казанах) — панвах і черінях, розміщених у вежах. Там ропу виварювали і обпалюванням на вогні формували із солі грудки конусної форми, так звані «товпки» («топки»). У нагуєвицькій жупі було 3 вежі, у яких виробляли топки, і одна вежа, у який виготовляли бочкову сіль.
1764 року в Нагуєвичах спалено напевно одну з останніх «чарівниць».
1770 року полковник королівського війська Еліяш Туркул був посідачем війтівства у Нагуєвичах, 1779 року — Пйотр Туркул.

### Австрійський період
З переходом Галичини під австрійське панування, солеваріння на Підгір'ї занепало через введення соляної монополії і конкуренції з виробництвом солі в інших частинах Австрійської держави. 1788 року у Нагуєвичах припинили варити сіль.
1880 року в селі проживало 1638 мешканців, з них 1614 — греко-католицького віросповідання.
З 1790-х рр. відома печатка Нагуєвичів з оригінальним гербом селища: у полі печатки — меч, обернений вістрям донизу і обвитий виноградною лозою з листками; довкола герба латинський напис «SIGILLUM COMUNITATIS NAHUJOWICE».

### Період радянського поневолення і часи незалежності
6 листопада 1949 в с. Нагуєвичі Підбузького району Дрогобицької області відкрито пам'ятник І. Франку
Свою історичну назву Нагуєвичі село втратило у 1952 році, коли Президія Верховної Ради Української РСР без згоди мешканців перейменувала Нагуєвичі на село Івана Франка. У 1989 році на велелюдному святкуванні 133-ї річниці від дня народження Івана Франка українські письменники запропонували відновити назву села Нагуєвичі. З приводу повернення Нагуєвичам історичної назви в селі відбулось два сходи. Депутати сільської ради винесли це питання на сільській референдум. 75,4 % виборців-мешканців села на запитання «Чи бажаєте Ви повернути селу Івана Франка його історичну назву Нагуєвичі?» відповіли «Так». 25 червня 2009 року Верховна Рада України ухвалила рішення повернути селу назву Нагуєвичі.

## Населення

### Мова
Розподіл населення за рідною мовою за даними перепису 2001 року:
| Мова            | Кількість | Відсоток |
| --------------- | --------- | -------- |
| українська      | 2503      | 99.40%   |
| російська       | 12        | 0.48%    |
| словацька       | 1         | 0.04%    |
| румунська       | 1         | 0.04%    |
| інші/не вказали | 1         | 0.04%    |
| Усього          | 2518      | 100%     |

## Релігія

Церква Перенесення Мощів Св. Миколая. Фото М. Драгана (1930-ті роки)

- церква Перенесення мощей Святого Отця Миколая з дзвіницею (1801, дерев'яні, УГКЦ; пам'ятки архітектури національного значення[7]);
- церква Святого Миколая Мирлікійського Чудотворця (2012, кам'яна, ПЦУ; збудована на місці дерев'яної церкви, в якій хрестили Івана Франка)

## Пам'ятки
- Дуб Франка.

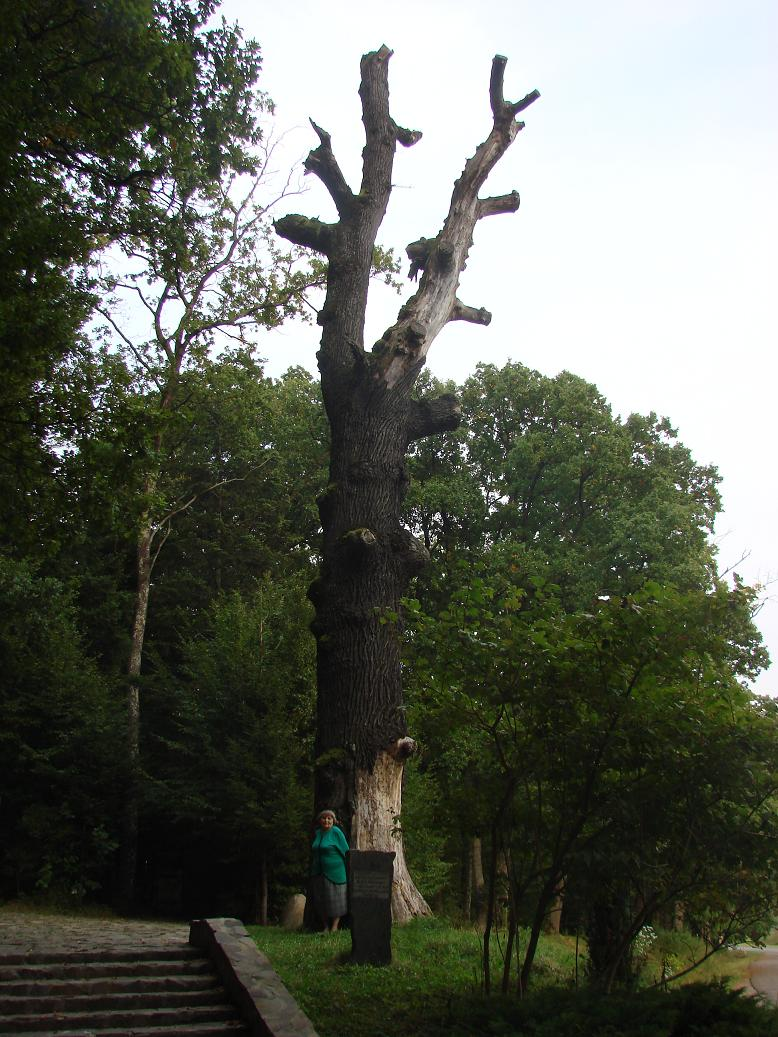
Дуб Франка

- При в'їзді в село зі сторони Дрогобича створено заповідну зону «Стежка Івана Франка», тут вирізьблено з дерева цілу низку персонажів з творів Каменяра.
- Пам'ятник Іванові Франкові.
- Пам'ятник Петрові Франкові, відкрили 14 жовтня 2020 року на площі перед Літературно-меморіальним музеєм Івана Франка[8].

## Франко й Нагуєвичі

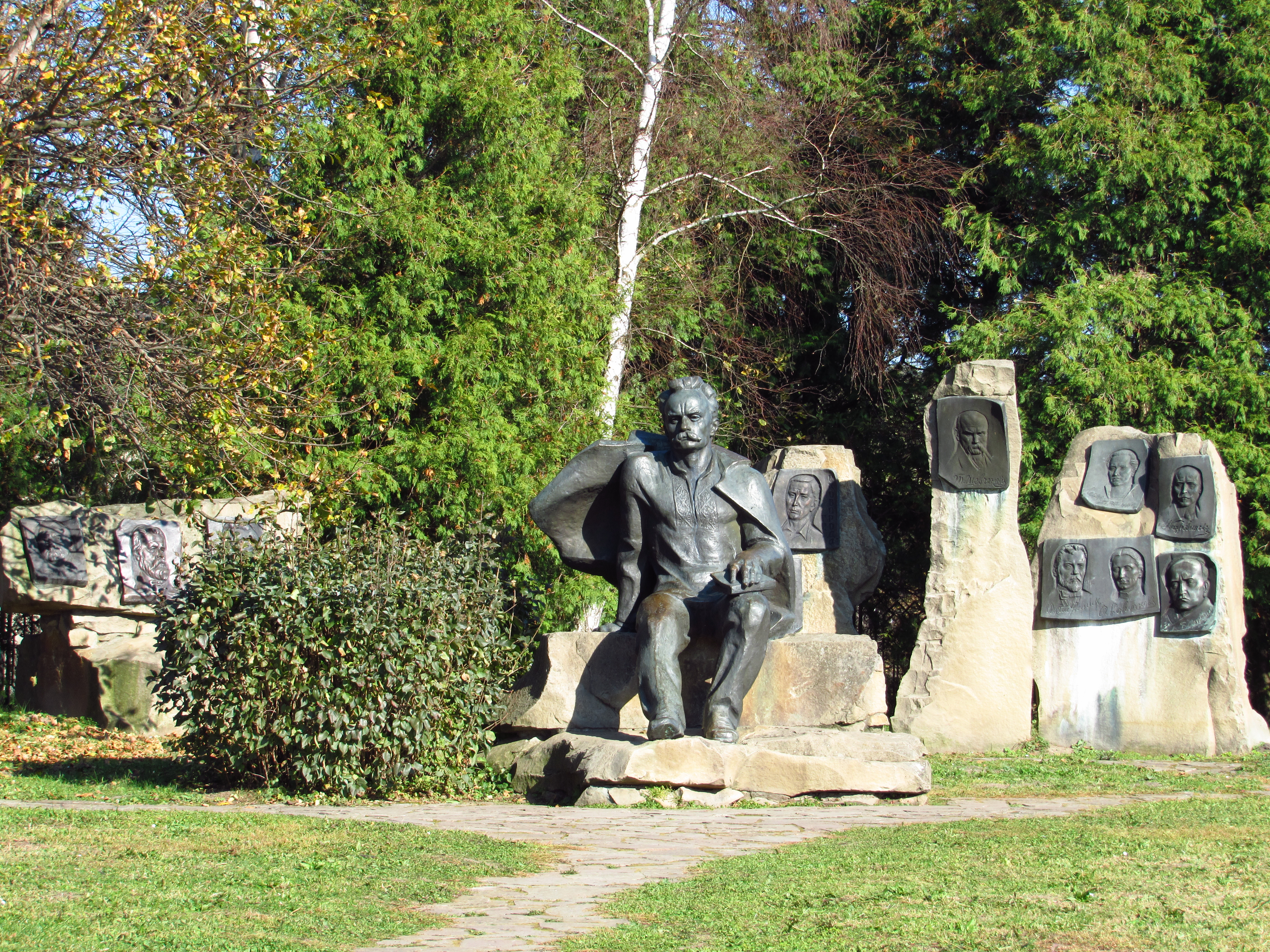
Пам'ятник Іванові Франку у с. Нагуєвичі

Багато краян ставали героями чи прототипами творів Франка: сільський священик Йосип Левицький, дяк Василь Гром, писар Кость Дум'як, рідний батько Яків, коваль. Іван Франко присвятив своєму селу чимало наукових праць, приміром «Неолітичні знахідки в околицях Нагуєвич і їх сучасні уживання», «Коляда в Нагуєвичах», «Спалення Упирів в селі Нагуєвичі в 1831 р.», «Лісові шкоди, кари в Нагуєвичах», «Татарські напади на Підгір'я». І загалом зі своєї колосальної літературної спадщини в Нагуєвичах створив чимало, зокрема, повість «Захар Беркут», багато оповідань, поезій, перекладав сонети Шекспіра, «Фауст» Гете, «Мертві душі» Гоголя на українську, досліджував Шевченка та перекладав його твори на німецьку мову. При цьому працював на землі як звичайний селянин, і часто жив в поганих матеріальних умовах, не маючи ні взуття, ні лампи, щоб працювати вечорами.
Сьогодні музей-садиба відтворена саме такою, якою її описав Франко у спогаді «Моя вітцівська хата». «Моя батьківська хата була під солом'яним стріхом, пошита китицями з житньої соломи. Вона була збудована правдоподібно ще наприкінці XVIII ст. в часі першого оселення Нагуївської Слободи, а мати мого вітця десь у 20 рр. XIX ст. купила її з усім обійстям, з 12 прутами поля та усіма господарськими приладами. Звичаєм майже всіх підгірських хат вона була орієнтована вікнами на полудень, мала дві обори… В хаті було дві кімнати, долішня, де стояла глиняна піч, при ній припічок і запічок.»
27-29 липня 2012 в Нагуєвичах відбувся «Франко Фест» — музично-мистецький фестиваль, присвячений Іванові Франку.

## Державний історико-культурний заповідник «Нагуєвичі»

Вхід до заповідника

## Відомі люди

Франко Петро

- Йосип Левицький — український греко-католицький священик, громадсько-культурний діяч, письменник і філолог, автор граматики української мови і низки шкільних підручників, похований у селі.[10]
- Франко Іван Якович — український письменник, поет.
- Фридер Михайло — діяч ОУН, український військовик, хорунжий УПА, командир сотні УПА «Сурма» та «Ударники-3».
- Франко Петро Іванович — співзасновник Пласту, учитель та командир у легіоні УСС; син І. Франка.